# Filip Filipović
Filip Filipovic (2 de mayo de 1987 en Belgrado, SR Serbia, Yugoslavia) es un jugador de waterpolo serbio. Es internacional con la selección de waterpolo de Serbia.
Fue un miembro del equipo de waterpolo nacional masculino de Serbia que obtuvo la medalla de bronce en los Juegos Olímpicos de Pekín 2008 y las medallas de oro y plata en el Campeonato Mundial de Roma 2009 y el Campeonato Mundial de Shanghái 2011. Actualmente está jugando para Pro Recco. Fue elegido como el mejor jugador masculino de waterpolo de 2009 por la Liga European de Natación. En 2010 ganó la Euroliga LEN y la Supercopa LEN con Pro Recco. En el Campeonato Mundial de 2011 en Shanghái, Filipović fue nombrado el Jugador Más Valioso. Él también fue votado por la revista FINA como el "Atleta del Año" en waterpolo masculino. En 2012 Filipović ganó su tercera medalla de oro europea en el Campeonato de Europa de Eindhoven.

## Palmarés internacional
| Juegos Olímpicos   | Juegos Olímpicos | Juegos Olímpicos  | Juegos Olímpicos |
| Año                | Lugar            | Medalla           |                  |
| ------------------ | ---------------- | ----------------- | ---------------- |
| 2008               | Pekín            | Medalla de bronce |                  |
| 2012               | Londres          | Medalla de bronce |                  |
| 2016               | Río de Janeiro   | Medalla de oro    |                  |
| 2020               | Tokio            | Medalla de oro    |                  |
| Campeonato Mundial |                  |                   |                  |
| Año                | Lugar            | Medalla           |                  |
| 2009               | Roma             | Medalla de oro    |                  |
| 2011               | Shanghái         | Medalla de plata  |                  |
| 2015               | Kazán            | Medalla de oro    |                  |
| 2017               | Budapest         | Medalla de bronce |                  |
| Campeonato Europeo |                  |                   |                  |
| Año                | Lugar            | Medalla           |                  |
| 2006               | Belgrado         | Medalla de oro    |                  |
| 2008               | Málaga           | Medalla de plata  |                  |
| 2010               | Zagreb           | Medalla de bronce |                  |
| 2012               | Eindhoven        | Medalla de oro    |                  |
| 2014               | Budapest         | Medalla de oro    |                  |
| 2016               | Belgrado         | Medalla de oro    |                  |
| 2018               | Barcelona        | Medalla de oro    |                  |

## Pro Recco
En febrero de 2010 Filip y su compañero de Pro Recco, Udovičić eran huéspedes en Soria. Ellos jugaron un partido humanitario all-stars entre Italia y la selección de los extranjeros que juegan en el campeonato italiano, y todos los ingresos del partido fueron a la caridad - para ayudar a Haití, las víctimas del reciente terremoto devastador. Gorras de todos los jugadores se pusieroin a la venta a un precio simbólico de 30 euros. Se confirmó el 29 de junio de 2011 que Filip y sus compañeros de equipo de Pro Recco jugarían en la Liga Adriático de Waterpolo.